# Phonème
Ne doit pas être confondu avec Phone (linguistique).

Une procédure simplifiée pour déterminer si deux sons différents sont deux allophones ou des variantes libres (réalisations phonétiques diverses idiolectiques) du même phonème, ou bien représentent réellement deux phonèmes distincts.

En phonologie, domaine de la linguistique, un phonème est la plus petite unité discrète (ou distinctive, c'est-à-dire permettant de distinguer des mots les uns des autres) que l'on puisse isoler par segmentation dans la chaîne parlée. Un phonème est en réalité une entité abstraite, qui peut correspondre à plusieurs sons. Il est en effet susceptible d'être prononcé de façon différente selon les locuteurs ou selon sa position et son environnement au sein du mot (voir allophone) : les phones sont les différentes réalisations d'un phonème. Par exemple, [ʁ] dans croc [kʁo] et [ʀ] dans gros [ɡʀo] sont deux phones différents (ou allophones) du même phonème /r/. On transcrit traditionnellement les phonèmes par des lettres placées entre des barres obliques : /a/, /t/, /ʀ/, etc., selon la règle « un phonème égale un symbole ».

## Définition
L'identification des phonèmes d'une langue se fait en construisant des paires minimales strictes, c'est-à-dire des paires de mots de sens différents et qui ne diffèrent dans leur forme sonore que par un seul son (ce son peut alors être considéré comme un phonème).
Exemples :
- saper et zapper sont deux mots différents de la langue française, avec des sens bien distincts et appartenant à des familles lexicales qui ne se recoupent pas ; or il n'y a qu'un seul son différent (la seule consonne initiale, car la consonne double “pp” se prononce comme le “p” simple en français : [p]). Donc, on peut conclure que saper et zapper forment une paire minimale, d'où il suit que le /s/ et le /z/ sont bien des phonèmes distincts pour la langue française ;
- cote (/kɔt/) et côte (/kot/) sont également deux mots différents, différenciés par l'utilisation respective des phonèmes /ɔ/ et /o/, de même que patte (/patə/) et pâte (/pɑtə/), brin (/bʁɛ̃/) et brun (/bʁœ̃/) : autant de paires minimales et donc de phonèmes distincts bien qu'ils soient parfois phonétiquement proches ;
- à l’inverse, le mot roi prononcé avec un [r] roulé (dans certaines variantes régionales), ou roi avec un [ʀ] grasseyé ou encore roi avec un [ʁ] guttural  sont identifiés au même signifié. Il n'y a donc pas d'opposition ici du point de vue du sens entre les phones [r], [ʀ] et [ʁ], qui sont alors des allophones (variantes — ou réalisations phonétiques effectives diverses — d'un même phonème /r/) et non des phonèmes distincts. [Voir à ce sujet l'article consacré au phonème /r/ en français].

En résumé, et schématiquement, pour dessiner la frontière entre ces deux domaines proches, on peut marquer les équivalences et distinctions suivantes (avec les liens renvoyant aux articles détaillés) : 
- Phonétique = Phone = son pur = réalisations phonétiques effectives diverses (variantes libres ou allophones) d’un même phonème = transcrits entre crochets : [ʁ].
- Phonologie = Phonème = son discriminant du point de vue du sens dans une langue donnée = transcrits entre barres obliques inclinées vers la droite : /r/ ou /ɔ/.

Le phone est un concept phonétique qui relève de la physique (caractéristiques acoustiques), de l'anatomie et de la physiologie humaines (caractéristiques articulatoires et conditions de production différenciée des sons avec les organes phonatoires). Il représente un son “en soi” : en tant qu'unité isolée et différenciable. Les phones d'une langue sont beaucoup plus nombreux que les phonèmes de cette même langue : par exemple le seul phonème /r/ peut être réalisé de cinq manières différentes en français parlé, et donc correspondre à cinq phones différents (voir l'article détaillé consacré au phonème /r/ en français). De même, particulièrement en français, les phonèmes d'une langues sont souvent plus nombreux que les lettres pour les écrire (dans les langues phonographiques à écriture alphabétique).
Le phonème quant à lui est un concept phonologique qui se situe à la convergence de la phonétique et de la sémantique, c'est-à-dire qu'il représente un son en tant qu'il produit du sens, soit un son tant qu’élément d’un système (avec toutes les règles combinatoires d'une langue naturelle).    
Cette notion de phonème est donc aussi relative à une langue. Par exemple en espagnol, il n'existe pas de paire minimale qui distingue /s/ de /z/, qui sont donc des allophones[à développer]. Au contraire, la paire pero ([ˈpeɾo] avec un [ɾ] battu = « mais ») et perro ([ˈpero] avec un [r] roulé = « chien ») forme une paire minimale, qui prouve que « r » et « rr » sont des graphèmes correspondant à des phonèmes distincts induisant des sens différents dans la langue espagnole standard. Et ce malgré leur parenté graphique (consonne simple/double) et leur proximité articulatoire, puisqu'ils partagent le même point d'articulation (alvéolaire) et le même organe d'articulation : la pointe (apical) ou la lame (laminal) de la langue. Mais ils diffèrent un peu par leurs modes d'articulation : battu/roulé, lesquels sont assez proches aussi (voir le résumé introductif de l'article sur la consonne battue alvéolaire voisée).
L'universalité même du concept de phonème n'est pas reconnue unanimement : le linguiste Xuân Hạo Cao a notamment suggéré que cette notion était européocentriste et ne pouvait pas s'appliquer à tous les groupes de langue.
Outre les phonèmes, il existe d'autres unités discrètes, comme les unités suprasegmentales.
Jan Niecisław Baudouin de Courtenay est l'un des inventeurs du mot.

## Phonèmes du français
Les phonèmes classiques du français comportent de 13 à 16 voyelles selon les dialectes, 3 semi-consonnes (ou semi-voyelles) et 17 consonnes, pour un total de 33 à 36 :
Voyelles
- Phonème /i/ : il ;
- Phonème /e/ : blé ;
- Phonème /ɛ/ : colère ;
- Phonème /a/ : platte ;
- Phonème /ɑ/ : pâte ;
- Phonème /ɔ/ : mort ;
- Phonème /o/ : chaud ;
- Phonème /u/ : genou ;
- Phonème /y/ : rue ;
- Phonème /ø/ : peu ;
- Phonème /œ/ : peur ;
- Phonème /ə/ : le ;
- Phonème /ɛ̃/ : plein ;
- Phonème /ɑ̃/ : sans ;
- Phonème /ɔ̃/ : bon ;
- Phonème /œ̃/ : brun.

|              | Antérieure | Antérieure | Centrale     | Postérieure | Postérieure |
| Non arrondie | Arrondie   |            | Non arrondie | Arrondie    |             |
| ------------ | ---------- | ---------- | ------------ | ----------- | ----------- |
| Fermée       | i          | y          |              |             | u           |
| Mi-fermée    | e          | ø          |              |             | o           |
| Moyenne      |            |            | ə            |             |             |
| Mi-ouverte   | ɛ • ɛ̃      | œ • œ̃      |              |             | ɔ • ɔ̃       |
| Ouverte      | a          |            |              | ɑ • ɑ̃       |             |

Semi-consonnes
- Phonème /j/ : yeux ;
- Phonème /w/ : oui ;
- Phonème /ɥ/ : lui.

Consonnes
- Phonème /p/ : père ;
- Phonème /t/ : terre ;
- Phonème /k/ : cou ;
- Phonème /b/ : bon ;
- Phonème /d/ : dans ;
- Phonème /ɡ/ : gare ;
- Phonème /f/ : feu ;
- Phonème /s/ : sale ;
- Phonème /ʃ/ : chat ;
- Phonème /v/ : vous ;
- Phonème /z/ : zéro ;
- Phonème /ʒ/ : je ;
- Phonème /l/ : lent ;
- Phonème /ʁ/ : rue ;
- Phonème /m/ : main ;
- Phonème /n/ : nous ;
- Phonème /ɲ/ : agneau.

Consonnes parfois ajoutées mais relevant d'emprunts aux langues étrangères
- Phonème /h/ : hop ;
- Phonème /ŋ/ : camping ;
- Phonème /x/ : (jota espagnole, c'h breton et 'kh, plutôt prononcés /χ/ d'ailleurs).

|            | Labial | Labial | Labio- dental | Labio- dental | Dental | Dental | Alvéolaire | Alvéolaire | Post- alvéolaire | Post- alvéolaire | Palatal | Vélaire | Vélaire | Uvulaire | Uvulaire | Glottal | Glottal |
| ---------- | ------ | ------ | ------------- | ------------- | ------ | ------ | ---------- | ---------- | ---------------- | ---------------- | ------- | ------- | ------- | -------- | -------- | ------- | ------- |
| Nasale     | m      | m      |               |               | [n̪]    | [n̪]    |            |            |                  |                  | ɲ       |         |         | ŋ        | ŋ        |         |         |
| Occlusives | p      | b      |               |               | [t̪]    | [d̪]    |            |            |                  |                  |         | k       | g       |          |          |         |         |
| Fricatives |        |        | f             | v             |        |        | [s]        | [z]        | ʃ                | ʒ                |         | x       | x       |          |          | h       | h       |
| Spirantes  |        |        |               |               |        |        |            |            |                  |                  | j       | w       | w       | ʁ        | ʁ        |         |         |
| Latéral    |        |        |               |               | [l̪]    | [l̪]    |            |            |                  |                  |         |         |         |          |          |         |         |

## Dans d'autres langues
Chaque langue comporte une liste de phonèmes différente. Il y en a 68 en allemand, 44 en anglais, 42 en italien et 24 en espagnol.

## Laparagoge: figure de style par adjonction de phonème(s)
La paragoge est l'ajout d'un ou plusieurs phonèmes en fin de mot. On dit aussi épithèse. Un exemple est l'addition d'un « s » à la fin de « jusque » pour former « jusques » afin de faciliter des liaisons.